# Plesiochronous Digital Hierarchy
In telecomunicazioni la Plesiochronous Digital Hierarchy o PDH è una tecnologia e un protocollo di rete di livello fisico usata nelle reti di telecomunicazione per trasmettere grosse quantità di dati multiplandole su una rete di trasporto digitale come le fibre ottiche o i sistemi radio a microonde. Per estensione le reti che implementano tale protocollo a livello fisico vengono dette reti PDH. La tecnologia è uno standard ITU-T descritto dalle relative normative G.702, G.703, G.704, G.705 e G.706 per quanto riguarda le caratteristiche dei vari flussi e dalle normative comprese tra la G.731 e la G.755 per quanto riguarda le gerarchie e modalità di multiplazione.

## Caratteristiche
Il termine plesiocrona deriva dal greco plēsios, che significa vicino, e chronos, che significa tempo, e si riferisce al fatto che gli elementi delle reti PDH pur lavorando alla stessa frequenza di cifra nominale in realtà non sono perfettamente sincroni tra loro a causa delle variazioni di frequenze dei diversi segnali di clock di sincronizzazione (cronosegnali) utilizzati, differenza dovuta ad esempio a differenze di temperatura operanti sulla dinamica degli oscillatori che li generano. 
Questa terminologia è stata introdotta in seguito alla concezione e allo sviluppo delle tecnologie di trasmissione sincrone (SDH e SONET).
La tecnologia PDH consente dunque la trasmissione di dati i cui tassi (rate), pur avendo nominalmente lo stesso valore, sono suscettibili di subire lievi oscillazioni intorno al valore nominale. Per analogia, è come se due orologi procedessero nominalmente alla stessa velocità, ma, mancando qualsiasi collegamento di sincronizzazione tra i due, non è possibile garantire che la loro sincronia non subisca oscillazioni nel tempo. Questa desincronizzazione ha implicazioni sui meccanismi di trasmissione stessi della rete PDH dovendo il protocollo PDH far fronte a tale problematica evitando perdita di informazioni per overflow sui dispositivi o al contrario trasferimento di informazione ridondante non appartenente al flusso originario (underrun).

## Implementazione
Il protocollo/rete PDH definisce nel dettaglio le specifiche di trasmissione in termini di multiplazione, indipendentemente dalla capacità massima del canale supposta adeguata e/o superiore alla specifiche stesse, implementando una multiplazione a divisione di tempo per segnali digitali e a interlacciamento di bit (bit interleaving): il flusso multiplato viene cioè costruito prendendo un bit alla volta da ciascun segnale tributario in ingresso (che hanno ciascuno un buffer dedicato in ingresso), grazie al campionamento operato da un cronosegnale di codifica/multiplazione, e sistemando i bit prodotti in sequenza ciascuno nel time slot relativo della trama del flusso aggregato in uscita. Tale operazione è realizzata da un apparato chiamato multiplatore o multiplexer PDH.
In ricezione un cronosegnale (onda quadra) di decodifica/demultiplazione del flusso multiplato entrante, con frequenza di campionamento nominalmente sincrona con quella del cronosegnale di codifica/multiplazione in trasmissione, permetterà tramite un'operazione inversa di decodifica/demultiplazione di estrarre dal flusso informativo aggregato i singoli bit di ciascun flusso tributario.
In un sistema plesiocrono, dato che ciascuno dei tributari in ingresso possiede una frequenza effettiva simile, ma non correlata a quella degli altri tributari, è necessario però un meccanismo di compensazione per la sincronizzazione della frequenza dei flussi tributari entranti con quella del cronosegnale di multiplazione in trasmissione evitando fenomeni di buffer underrun cioè di campionamento di codifica/multiplazione con frequenza maggiore rispetto alla frequenza di tali flussi di dati che genererebbe quindi bit ridondanti errati. In fase di trasmissione, quindi, il multiplatore inserisce degli slot aggiuntivi con bit non significativi per compensare l'anticipo o il ritardo di un bit utile rispetto alla frequenza nominale di multiplazione, in modo da rendere possibile la corretta decodifica in fase di ricezione. Tali slot vengono chiamati bit di giustificazione (justification) o di riempimento (stuffing). In ricezione il demultiplatore riconoscerà i bit non utili di riempimento grazie ad opportuni bit di segnalazione di giustificazione aggiuntivi trasmessi scartando il tutto. Nel caso invece di campionamento di codifica/multiplazione in trasmissione con frequenza minore della frequenza di interarrivo dei bit dei flussi tributari da multiplare cioè quindi con perdita di bit (buffer overflow) non è possibile alcuna forma di compensazione, ma si dovrà semplicemente evitare il verificarsi di tale situazione.

## Svantaggi
Lo svantaggio principale di un protocollo/sistema PDH, nonché debolezza intrinseca, è che per estrarre un singolo tributario da un flusso multiplato di gerarchia superiore è necessario demultiplare l'intero flusso, compresi gli altri tributari (passanti), eseguendo un'operazione inversa a quella di multiplazione, dovendo poi rimultiplare di nuovo il tutto. Questa caratteristica limita notevolmente la flessibilità nelle configurazioni di rete ottenibili con questa tecnologia e comporta inoltre, per i tributari passanti, un tempo di ritardo aggiuntivo dovuto alle operazioni di demultiplazione e multiplazione.
Un altro svantaggio dei sistemi PDH, soprattutto se confrontati con i sistemi SDH/SONET, consiste nella scarsità di informazioni di servizio aggiuntive (overhead) disponibili per il monitoraggio in banda e per l'auto-protezione da guasti in tempo reale.
Infine, un altro svantaggio è che il sistema PDH non è univoco ovunque, ma prevede tre standard differenti (europeo, statunitense e giapponese), che, pur condividendo lo stesso meccanismo di base, differiscono per alcuni dettagli di funzionamento e per le gerarchie di multiplazione (vedi tabella) che di fatto ne impediscono la interoperabilità.
| Livello | Nordamerica | Nordamerica | Nordamerica | Europa    | Europa  | Europa | Giappone  | Giappone | Giappone |
| Livello | Gerarchia   | Mbit/s      | Canali      | Gerarchia | Mbit/s  | Canali | Gerarchia | Mbit/s   | Canali   |
| 1       | T1/DS1      | 1,544       | 24          | E1        | 2,048   | 32     | J1        | 1,544    | 24       |
| 2       | T2/DS2      | 6,312       | 96          | E2        | 8,448   | 128    | J2        | 6,312    | 96       |
| 3       | T3/DS3      | 44,736      | 672         | E3        | 34,368  | 512    | J3        | 32,064   | 480      |
| 4       | DS4         | 274,176     | 4032        | E4        | 139,264 | 2048   | J4        | 97,728   | 1440     |
| 5       | DS5         | 400,352     | 5760        | E5        | 564,992 | 8192   | J5        | 565,148  | 8192     |

I sistemi PDH sono oggi pressoché completamente sostituiti da sistemi sincroni SDH/SONET in tutte le reti di telecomunicazioni e sopravvivono solo nelle porzioni terminali delle reti.

## Gerarchia PDH europea
La trama PDH di base nello standard europeo (denominata E1) è costituita da un flusso a 2,048 Mbit/s, strutturato in trentadue time slot da 64 kbit/s ciascuno (un flusso a 64 kbit/s corrisponde a un singolo canale telefonico). Di questi, trenta slot vengono usati per il trasporto dei dati mentre due sono utilizzati per trasmettere informazioni di servizio del sistema. L'esatto tasso (rate) dei dati è controllato da un orologio interno all'apparato alla frequenza nominale di 2,048 MHz, corrispondente ai 2,048 Mbit/s risultanti. Esso però può subire delle piccole variazioni dell'ordine di (+/-) 50ppm (parti per milione), per cui il flusso risultante, rispetto a un analogo flusso alla stessa velocità nominale ma generato da un altro multiplatore, presenta un tasso effettivo differente.
I flussi a 2,048 Mbit/s così creati sono poi raggruppati in gruppi da quattro per creare un unico flusso ad 8,448 Mbit/s, che rappresenta il secondo livello della gerarchia europea (E2). Anche in questo caso la multiplazione è di tipo bit interleaving e anche in questo caso le differenze di tasso effettivo tra i quattro flussi tributari vengono compensate tramite bit di giustificazione e di stuffing. A loro volta, quattro tributari a E2 possono essere multiplati per ottenere un flusso di terzo livello (E3) da 34,368 Mbit/s; quattro tributari E3 formano un flusso da 139,264 Mbit/s (E4) e quattro tributari da 140 Mbit/s formano un flusso da 564,992 Mbit/s. Nella pratica, oggi si usano solo flussi di tipo E1, E3 ed E4, che sono quelli più adatti per essere trasportati nella gerarchia sincrona SDH. Gli altri tipi di flusso (E2, E5) sono di fatto obsoleti e non più utilizzati se non in modo marginale in parti di rete molto vecchie.

## Gerarchia PDH nordamericana
La trama di base nello standard nordamericano (denominata T1 o DS1, Digital Stream di livello 1) è costituita da un flusso a 1,544 Mbit/s, strutturato in ventiquattro time slot da 64 Kbit/s ciascuno, pari quindi a 24 canali telefonici vocali. Questa velocità è il risultato di un dimensionamento sperimentale per una trasmissione ottimizzata lungo una bobina di rame di 2000 metri di lunghezza.
I flussi a 1,544 Mbit/s vengono poi multiplati a gruppi di quattro a costituire il flusso gerarchico superiore, T2 o DS2, a 6,312 Mbit/s, pari a 96 canali. La gerarchia successiva (T3/DS3) è costituita dalla multiplazione di sette tributari T2/DS2, per una bit rate equivalente pari a 44,736 Mbit/s. La gerarchia DS4 prevede la multiplazione di sei tributari T3/DS3, per una bit rate pari a 244,176 Mbit/s. La gerarchia finale DS5, infine, è costituita dalla multiplazione di sessanta tributari T2/DS2, pari a 400,352 Mbit/s. Come nel caso del PDH europeo, i flussi utilizzati nella pratica sono i T1/DS1 e T3/DS3, tutti gli altri sono di fatto obsoleti.

## Gerarchia PDH giapponese
Anche nello standard giapponese la trama base (J1) è costituita da un flusso a 1,544 Mbit/s, strutturato in ventiquattro time slot da 64 Kbit/s ciascuno, pari a 24 canali telefonici vocal.
I flussi a 1,544 Mbit/s vengono poi multiplati a gruppi di quattro a costituire il flusso gerarchico superiore, J2, a 6,312 Mbit/s, pari a 96 canali, come nello standard nordamericano. È possibile anche una multiplazione a 7,786 Mbit/s pari a 120 canali. La gerarchia successiva (J3) a 32,064 Mbit/s è costituita dalla multiplazione di cinque tributari J2 a 6,312 Mbit/s oppure di quattro tributari J2 a 7,768 Mbit/s. La gerarchia J4 prevede la multiplazione di tre tributari J3, per una bit rate pari a 97,728 Mbit/s. Infine, la gerarchia J5 si ottiene multiplando cinque tributari J4 e aggiungendo informazioni di servizio, per una bit rate complessiva di 565,148 Mbit/s, ossia alla stessa bit rate della gerarchia europea E5, con cui però non è compatibile per via della diversa struttura della trama.